# Michel Kaltack
Michel Kaltack (12 dicembre 1990) è un calciatore vanuatuano, centrocampista dell'Erakor Golden Star.

## Carriera

### Club
Comincia a giocare all'Erakor Golden Star. Nel 2011 passa al Tafea. Nel 2012, dopo una breve esperienza in Papua Nuova Guinea con l'Hekari United, si trasferisce all'Erakor Golden Star. Nel 2014 viene acquistato dal Tafea. Nel 2015 torna all'Erakor Golden Star.

### Nazionale
Ha debuttato in Nazionale il 14 giugno 2008, in Vanuatu-Nuova Caledonia (1-1). Ha messo a segno la sua prima rete con la maglia della Nazionale il 5 settembre 2011, in Samoa Americane-Vanuatu (0-8), in cui ha siglato la rete del momentaneo 0-5. Ha partecipato, con la Nazionale, alla Coppa delle nazioni oceaniane 2012. Ha collezionato in totale, con la maglia della Nazionale, 14 presenze e una rete.